# Kungshult
Kungshult är en tätort i Eslövs kommun i Skåne län.
Järnvägen Eslöv–Hörby hade station i Kungshult. Linjen lades ner 1967.

## Befolkningsutveckling
| Befolkningsutvecklingen i Kungshult 1960–2020                     | Befolkningsutvecklingen i Kungshult 1960–2020 | Befolkningsutvecklingen i Kungshult 1960–2020 | Befolkningsutvecklingen i Kungshult 1960–2020 | Befolkningsutvecklingen i Kungshult 1960–2020 |
| ----------------------------------------------------------------- | --------------------------------------------- | --------------------------------------------- | --------------------------------------------- | --------------------------------------------- |
|                                                                   |                                               |                                               |                                               |                                               |
| År                                                                |                                               |                                               | Folkmängd                                     | Areal (ha)                                    |
| 1960                                                              | 1960                                          |                                               | 163                                           | ¤                                             |
| 1975                                                              | 1975                                          |                                               | 327                                           |                                               |
| 1980                                                              | 1980                                          |                                               | 407                                           |                                               |
| 1990                                                              | 1990                                          |                                               | 378                                           | 31                                            |
| 1995                                                              | 1995                                          |                                               | 414                                           | 32                                            |
| 2000                                                              | 2000                                          |                                               | 378                                           | 32                                            |
| 2005                                                              | 2005                                          |                                               | 367                                           | 33                                            |
| 2010                                                              | 2010                                          |                                               | 354                                           | 33                                            |
| 2015                                                              | 2015                                          |                                               | 365                                           | 46                                            |
| 2020                                                              | 2020                                          |                                               | 394                                           | 47                                            |
| Anm.: Ny tätort 1975 ¤ Som tätortsbebyggelse med 150-199 invånare |                                               |                                               |                                               |                                               |